# Панин, Анатолий Григорьевич
Анатолий Григорьевич Панин (18 марта 1933 — 3 марта 2005) — советский хоккеист с мячом, тренер. Мастер спорта СССР (1955). Заслуженный тренер СССР (1973).

## Биография
Начал играть в хоккей с мячом в московских «Крыльях Советов».
В высшей лиге дебютировал в составе хабаровского ОДО, где провёл два сезона и стал бронзовым призёром чемпионата СССР 1955 года.
Вернувшись в Москву, выступал в ЦСК МО (ЦСКА).
Привлекался в сборную СССР, в составе которой дважды становился чемпионом мира.
В составе футбольного клуба ОДО (Хабаровск) ездил в поездку по Китаю.
Один из пионеров хоккея на траве в Советском Союзе. Играл защитником за ЦСК МО. Победитель первых Всесоюзных соревнований 1956.
В составе хоккейного клуба ЦСКА /шайба/ играл защитником в январе 1962 года.
В 1966—1973 году возглавлял в качестве главного тренера хабаровский СКА. Под его руководством клуб становился серебряными (1970) и трижды бронзовым (1968, 1969, 1972) призёром чемпионатов СССР. В дальнейшем тренер-методист по хоккею с мячом Управления хоккея Спорткомитета СССР, старший тренер женской сборной СССР по хоккею на траве на ОИ 1980.
Скончался 3 марта 2005 года. Похоронен на Хованском кладбище Москвы.

## Достижения

### хоккей с мячом
- Чемпион СССР (1) — 1957
- Серебряный призёр чемпионата СССР (3) — 1958, 1960, 1962
- Бронзовый призёр чемпионата СССР (3) — 1955, 1959, 1961
- Победитель спартакиады народов РСФСР (1) — 1958
- Чемпион Москвы (1) — 1954
- В списках 22 лучших хоккеистов СССР (6) — 1955, 1956, 1957, 1958, 1959, 1960
- Чемпион мира (2) — 1957, 1961
- Победитель Московского международного турнира (1) — 1956

### хоккей на траве
- Победитель Всесоюзных соревнований (1) — 1956